# Neue Kantonsschule Aarau

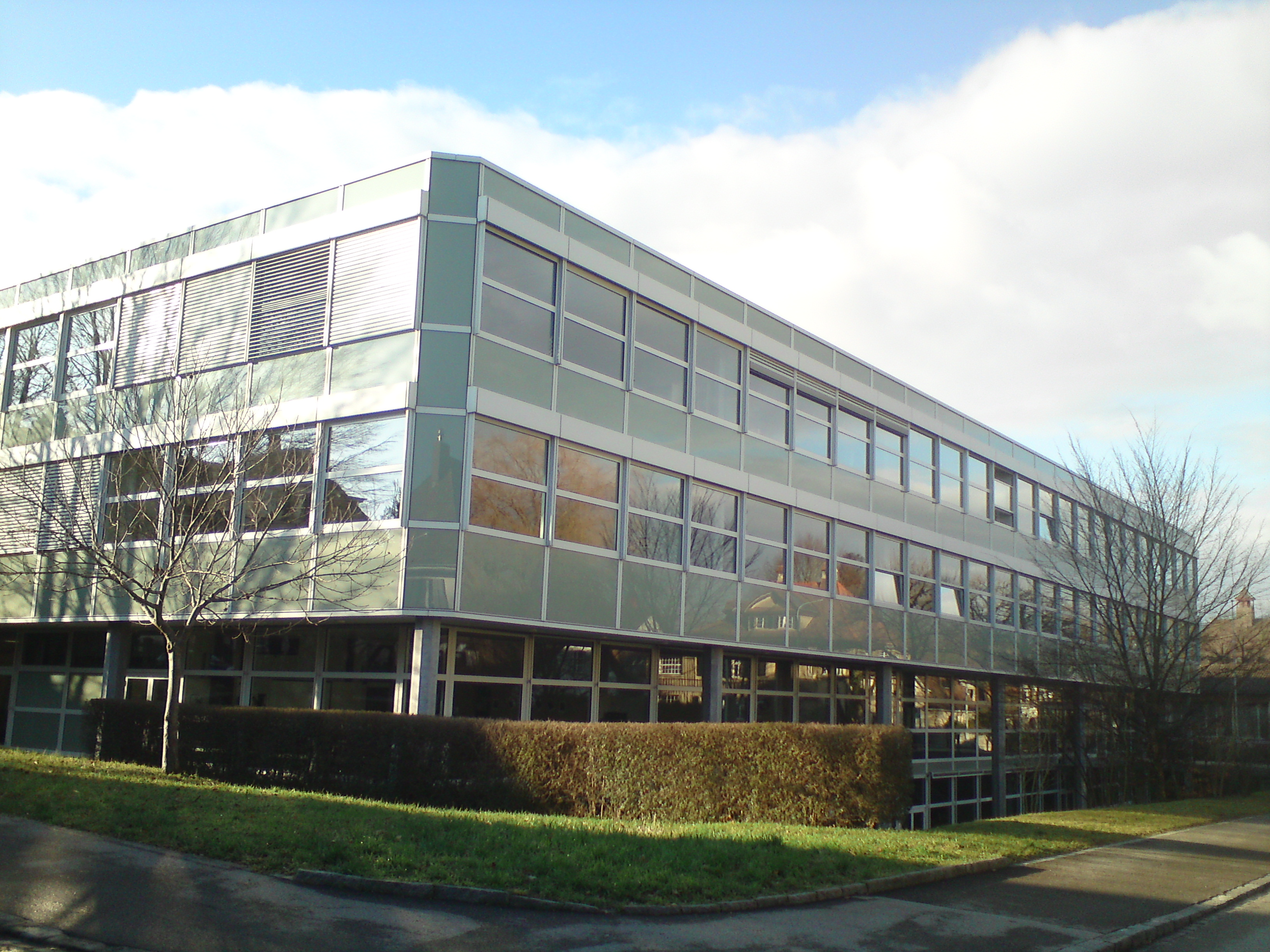
Neubau der NKSA (1989), Foto Januar 2012

Die Neue Kantonsschule Aarau (NKSA) ist eine öffentliche Mittelschule in Aarau. Sie besteht aus einer Maturitäts- und einer Fachmittelschule. Gegenwärtig wird die NKSA von über 900 Schülern besucht.
Nach der Einführung gymnasialer Strukturen in den 1970er Jahren hiess sie ab 1978 Kantonsschule Zelgli. Nachdem sich das damals bereits bestehende Gymnasium auf dem Platz Aarau in den 1980er Jahren die Bezeichnung Alte Kantonsschule Aarau gegeben hatte, änderte 1989 die Kantonsschule Zelgli aus Symmetriegründen ihren Namen in Neue Kantonsschule Aarau (NKSA).

## Geschichte
Die Geschichte der Schule lässt sich bis ins 18. Jahrhundert zurückverfolgen. 1787 wurde in Aarau ein privates Töchterinstitut eingerichtet. Die erste Lehrerin war Dorothea Ziegler. Nach einigen Jahren muss die Schule untergegangen sein. Sie wurde jedenfalls 1822 formell neu gegründet. Ab 1881 verfügte die Schule über eine eigene Bibliothek mit gedrucktem Katalog. 1935 erfolgte die Umbenennung zur Töchterschule, 1989 die Umwandlung in eine (zweijährige) Diplommittelschule (DMS), die schliesslich Anfang des 21. Jahrhunderts zur (dreijährigen) Fachmittelschule (FMS) ausgebaut wurde. Seit Neuem besteht im Anschluss an die FMS die Möglichkeit, die Fachmaturität zu erwerben, die den Zugang zur Fachhochschule eröffnet.
Die Vorgeschichte des gymnasialen Lehrgangs geht auf das Jahr 1873 zurück. Damals wurde das Lehrerinnenseminar eröffnet. Die Verstaatlichung fand erst 1911 statt. Von 1919 bis 1978 war dem Lehrerinnenseminar eine Übungsschule (1.–6. Klasse) angegliedert. Seit 1902 wurden ausserdem unter der Schirmherrschaft der Kulturgesellschaft des Bezirks Aarau «weibliche Fortbildungskurse» eingeführt. Daraus entstand das Hauswirtschaftslehrerinnen-Seminar, das Anfang 1960er Jahre nach Brugg überführt wurde.
Die 1960er Jahre brachten zwei grosse Veränderungen: Einerseits wurde die Koedukation eingeführt, anderseits 1965 aufgrund des damaligen Lehrermangels eine Zweigschule in Zofingen eröffnet, die sich aber schon nach wenigen Jahren verselbständigte. Ab 1976 erfolgte die Überführung der seminaristischen Lehrerbildung in die neu gegründete HPL (Höhere Pädagogische Lehranstalt) in Zofingen. Die gleichzeitig aufgebaute Kantonsschule umfasste zunächst die Typen D (neusprachlich) und PSG (pädagogisch-soziales Gymnasium), die seit 2002 vollständig durch Maturitätsklassen nach MAR (eidgenössisches Maturitätsanerkennungsreglement) ersetzt sind. 2010 erhielt die Neue Kantonsschule Aarau den Schulpreis der Wissenschafts-Olympiade. 2017 überreichte die Stiftung Schweizer Jugend forscht der Neuen Kantonsschule Aarau eine Auszeichnung für die Schule mit den meisten Preisträgern in den Jahren 2006–2016.

## Architektur, künstlerische Ausstattung
Der 1955 eingeweihte Altbau im ruhigen Zelgliquartier ist ein Werk der Gebrüder Oeschger, deren Namen auch mit der Nationalbibliothek in Bern (1927/1931), dem City-Hochhaus in Zürich (1953/1958) und mehreren Flughafengebäuden (darunter Kloten 1947/1962) verbunden ist.
Der Altbau wurde bald zu klein für die wachsende Schülerzahl. 1966 und 1970 wurden deshalb provisorische Bauten errichtet, um dem Platzmangel entgegenzuwirken. 1989 wurde der Neubau eingeweiht, ein kompaktes, schlichtes und transparentes Werk der Architekten Alfons Barth und Hans Zaugg.
Kunst: Im Altbau sind unter anderem die Majolika (Wandkeramik) von Wilhelm Schmid (1892–1971) und eine Glaswand von Max Hunziker (1901–1976) erwähnenswert.
Eine umfassendere Würdigung der Kunst am Bau auf dem ganzen Schulgelände erfolgte 2023/24 im Rahmen eines interdisziplinären Projekts "Kunst ans Licht".

## Personen

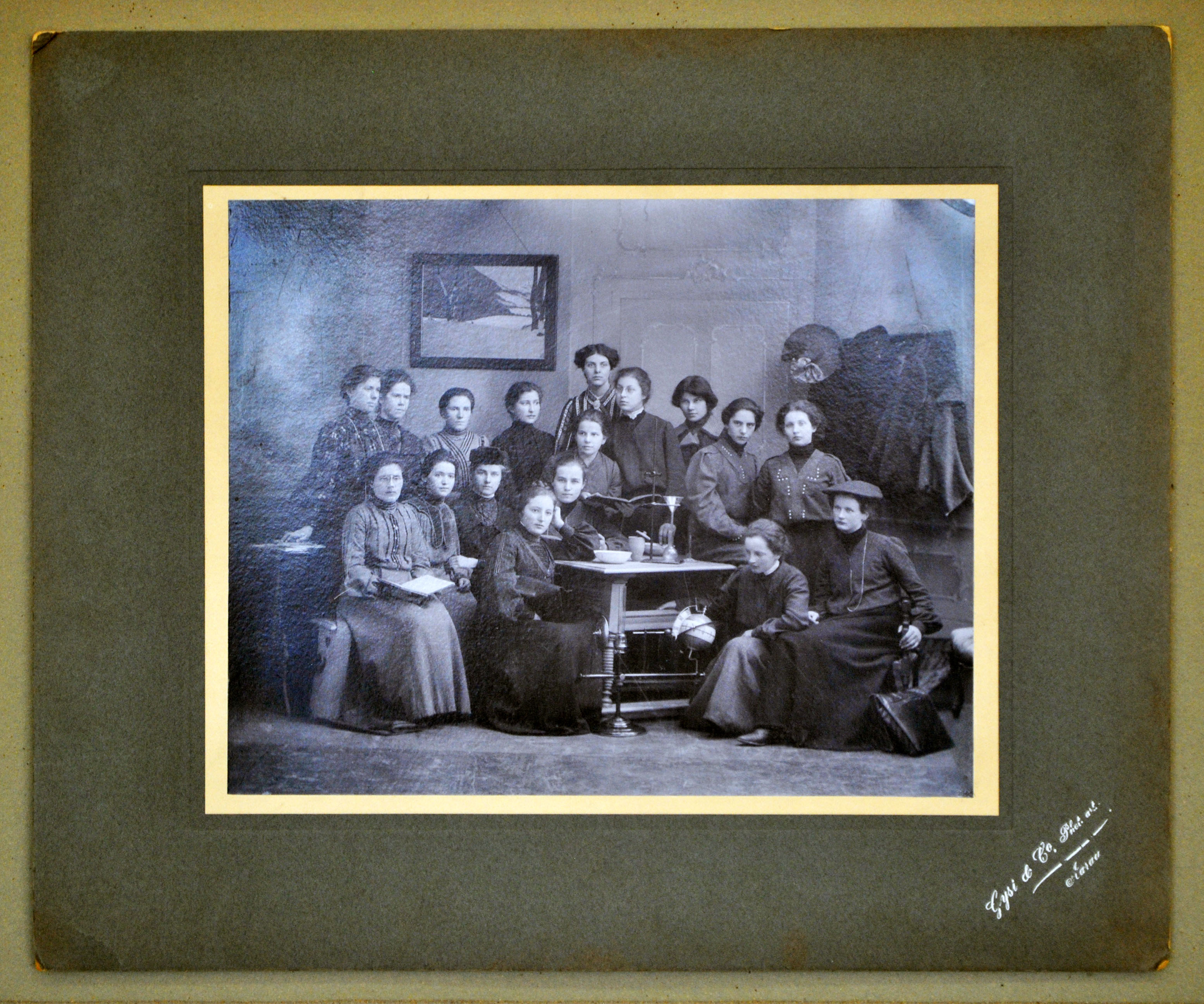
Klassenfoto des Lehrerinnenseminars aus dem Jahr 1905

Ehemalige Lehrkräfte (Auswahl)
- Urs Bitterli
- Anna Blattner
- Josef Burgmeier
- Elisabeth Flühmann
- Regula Frei-Stolba
- Karl Fricker
- Abraham Emanuel Fröhlich
- Eugen Kuhn
- Eugen Kutschera
- Rudolf Siegrist
- Charles Tschopp
- Werner Wehrli
- Rosemarie Wildi-Benedict
- Max Wolfinger
- Josephine Zehnder-Stadlin

Ehemalige Schülerinnen und Schüler (Auswahl)
- Gertrud Villiger-Keller
- Elise Hunziker
- Anna Iduna Zehnder
- Sophie Haemmerli-Marti
- Clara Ragaz
- Eva Nadig
- Maja Einstein
- Mathilde Lejeune-Jehle
- Marie Munzinger
- Hanna Brack
- Lydia Jakob
- Helen Dünner
- Erika Burkart
- Christine Egerszegi-Obrist
- Markus Hediger
- Andreas Neeser
- Susanne Hochuli
- Serena Owusua Dankwa
- Sibylle Marti